# 下赤塚駅
下赤塚駅（しもあかつかえき）は、東京都板橋区赤塚新町一丁目にある東武鉄道東上本線の駅である。駅番号はTJ 09。
東京地下鉄（東京メトロ）有楽町線・副都心線の地下鉄赤塚駅が近接しているが、乗り換えの案内は行われていない。

## 年表
- 1930年（昭和5年）12月29日：開業[1]。
- 1983年（昭和58年）6月24日：当駅南側の国道254号地下に帝都高速度交通営団（現：東京地下鉄）有楽町線の営団赤塚駅（現：地下鉄赤塚駅）が開業。
- 2008年（平成20年）3月18日：発車メロディ使用開始。

### 駅名の由来
数百年前からの赤塚郷6か村（上赤塚・下赤塚・成増・徳丸・徳丸脇・四ッ葉）は1889年（明治22年）の町村制施行時に東京府北豊島郡赤塚村に統合（6か村の各名称は大字として継承）されており、当駅に近い東側地域（赤塚一〜二、六〜八丁目、大門、高島平四、五丁目）が下赤塚町であったことに由来する。

## 駅構造
相対式ホーム2面2線を有する地上駅。
駅舎・改札口は上りホーム側の北口と下りホーム側の南口の2か所がある。駅構内には下りホームにトイレがある。上下ホーム間は地下道により連絡している。南口には1,2階をテナント、3階上層にかけて集合住宅となる駅ビル(「下赤塚サンライトマンション」1971年開業)が存在し、ホームの頭上に建物がある駅ビルとしては珍しい作りをしている。南口駅前にはタクシー乗り場がある。
駅ビルは2017年から翌2018年にかけて全面改装工事を行い、東武鉄道初のフルリノベーション賃貸マンションかつ東武鉄道賃貸マンション新ブランド「Solaie I'll(ソライエアイル)」第1弾として、2018年3月30日より「ソライエアイル下赤塚」に改称された。

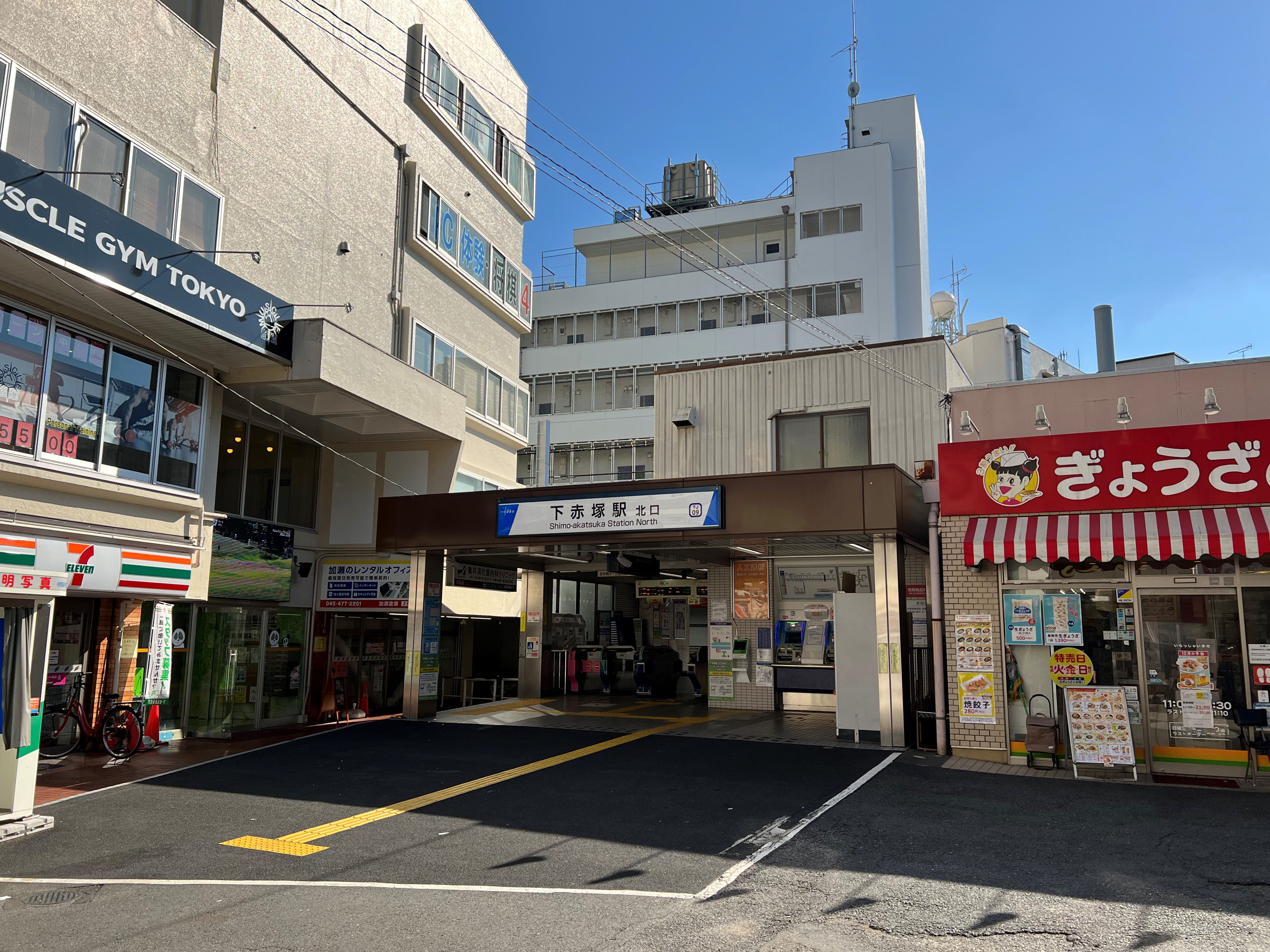
北口（2022年10月）
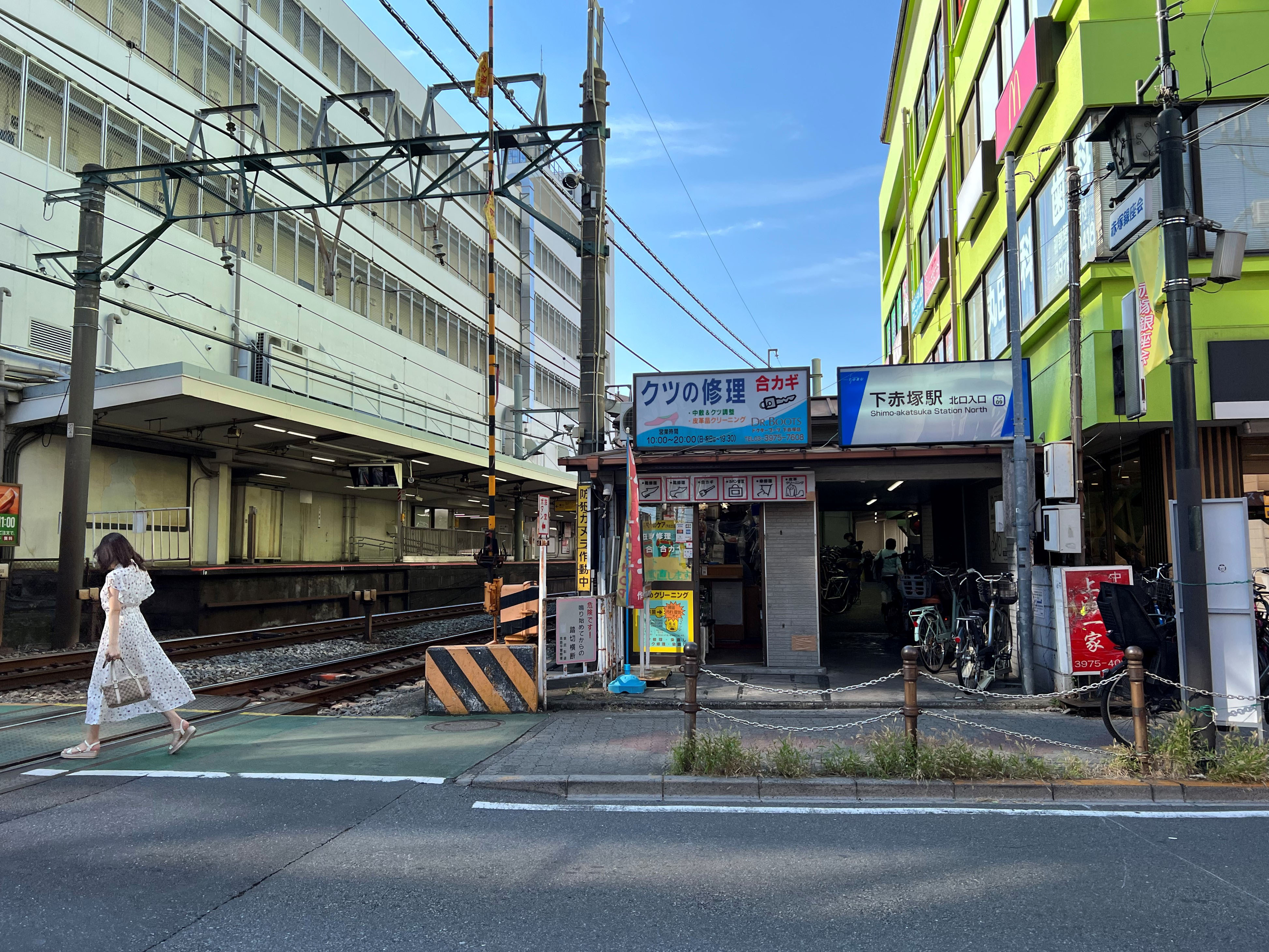
北口入口（2022年10月）
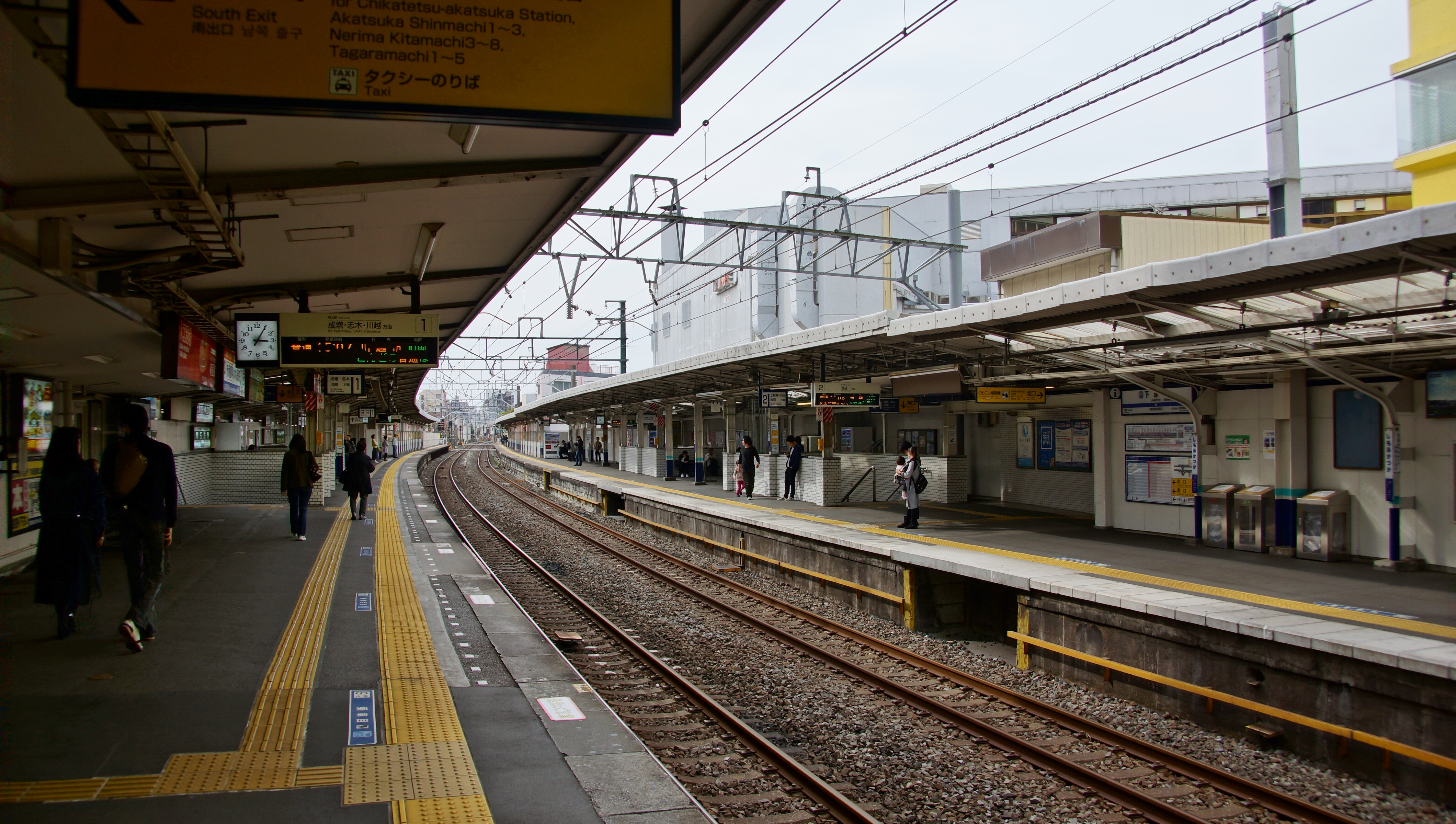
ホーム（2016年4月9日）
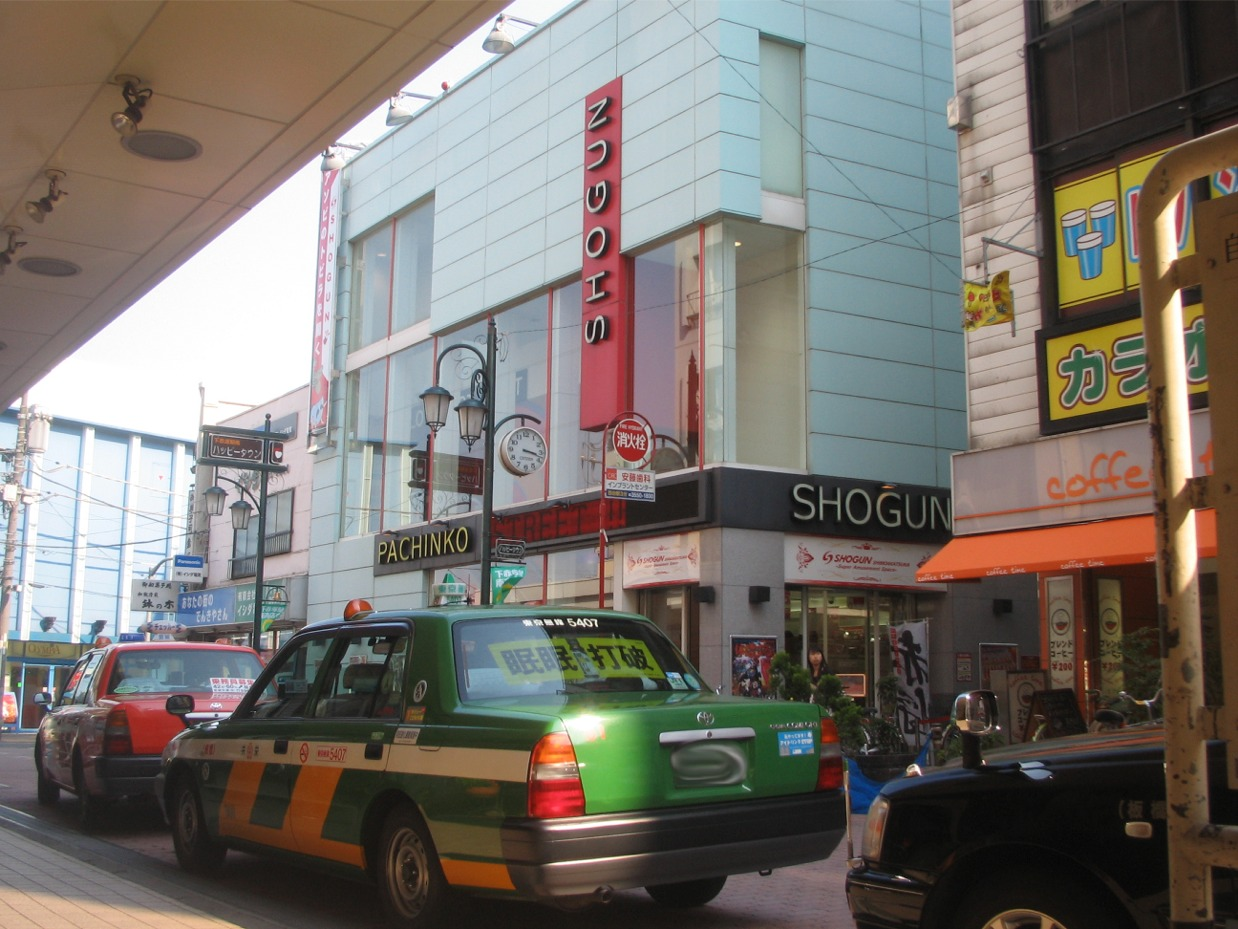
南口タクシー乗り場

### のりば
| 番線 | 路線   | 方向 | 行先     |
| ---- | ------ | ---- | -------- |
| 1    | 東上線 | 下り | 川越方面 |
| 2    | 東上線 | 上り | 池袋方面 |

### 駅構内商業施設
2018年の駅ビル改装後のテナントは以下の通り。
下りホーム（改札外）
- まいばすけっと下赤塚駅南口店(2018年3月30日開店)
- コメダ珈琲店東武下赤塚駅店(2018年3月28日開店)
- メガロス24下赤塚(2018年3月16日開業、2022年12月31日閉店)

駅ビル改装前の店舗は以下の通り。いずれも改装工事前に閉店。
- フレッシュネスバーガー下赤塚店
- マツモトキヨシ東武下赤塚店
- オリジン弁当下赤塚店
- ガスト下赤塚店

## 利用状況
2024年度の1日平均乗降人員は14,727人である。上板橋で準急に乗り換えない場合、池袋へは地下鉄赤塚駅から有楽町線・副都心線を利用した場合と所要時間が変わらない。新宿方面に直通する東京メトロ副都心線が開業した2008年度以降は減少傾向が顕著になり、2009年度に2万人を下回った。その後も減少は続いており、2009年度から2014年度にかけての5年間の減少率は東京都内全事業者全駅においてワースト12位であった。近年では1978年と比べると乗降人員が半分以下になっている。
近年の1日平均乗降・乗車人員の推移は下表の通りである。
| 年度               | 1日平均 乗降人員 | 1日平均 乗車人員 | 出典       |
| ------------------ | ---------------- | ---------------- | ---------- |
| 1978年（昭和53年） | 44,956           |                  |            |
| 1990年（平成02年） |                  | 13,808           | [ * 1 ]    |
| 1991年（平成03年） |                  | 14,189           | [ * 2 ]    |
| 1992年（平成04年） |                  | 14,049           | [ * 3 ]    |
| 1993年（平成05年） |                  | 13,740           | [ * 4 ]    |
| 1994年（平成06年） | 28,053           | 13,433           | [ * 5 ]    |
| 1995年（平成07年） |                  | 13,022           | [ * 6 ]    |
| 1996年（平成08年） |                  | 12,586           | [ * 7 ]    |
| 1997年（平成09年） |                  | 12,178           | [ * 8 ]    |
| 1998年（平成10年） | 24,486           | 11,816           | [ * 9 ]    |
| 1999年（平成11年） | 23,859           | 11,415           | [ * 10 ]   |
| 2000年（平成12年） | 24,074           | 11,597           | [ * 11 ]   |
| 2001年（平成13年） | 22,546           | 11,022           | [ * 12 ]   |
| 2002年（平成14年） | 22,040           | 10,745           | [ * 13 ]   |
| 2003年（平成15年） | 21,764           | 10,609           | [ * 14 ]   |
| 2004年（平成16年） | 21,429           | 10,416           | [ * 15 ]   |
| 2005年（平成17年） | 21,171           | 10,299           | [ * 16 ]   |
| 2006年（平成18年） | 21,340           | 10,364           | [ * 17 ]   |
| 2007年（平成19年） | 21,658           | 10,637           | [ * 18 ]   |
| 2008年（平成20年） | 20,476           | 10,059           | [ * 19 ]   |
| 2009年（平成21年） | 19,186           | 9,454            | [ * 20 ]   |
| 2010年（平成22年） | 18,457           | 9,078            | [ * 21 ]   |
| 2011年（平成23年） | 17,655           | 8,687            | [ * 22 ]   |
| 2012年（平成24年） | 17,418           | 8,558            | [ * 23 ]   |
| 2013年（平成25年） | 17,327           | 8,513            | [ * 24 ]   |
| 2014年（平成26年） | 16,822           | 8,266            | [ * 25 ]   |
| 2015年（平成27年） | 16,850           | 8,284            | [ * 26 ]   |
| 2016年（平成28年） | 16,486           | 8,181            | [ * 27 ]   |
| 2017年（平成29年） | 16,551           | 8,203            | [ * 28 ]   |
| 2018年（平成30年） | 16,426           | 8,126            | [ * 29 ]   |
| 2019年（令和元年） | 16,287           | 8,071            | [ * 30 ]   |
| 2020年（令和02年） | 12,850           |                  |            |
| 2021年（令和03年） | 13,606           | 6,763            | [ 東武 3 ] |
| 2022年（令和04年） | 14,392           | 7,133            | [ 東武 4 ] |
| 2023年（令和05年） | 14,664           | 7,257            | [ 東武 5 ] |
| 2024年（令和06年） | 14,727           | 7,279            | [ 東武 1 ] |

## 駅周辺
南側に東上線と並行して国道254号（川越街道）が走り、地下鉄赤塚駅はその地下にある。駅周辺から北方向は、前谷津川の源流となる湧水からの流れおよび高島平方向に向かって下るが、概ね平坦である。

### 南口
- 地下鉄赤塚駅 - 東京地下鉄（東京メトロ）有楽町線・副都心線
- 川越街道（国道254号）
- 光が丘公園
- 板橋赤塚新町郵便局
- 三菱UFJ銀行 下赤塚支店/下赤塚駅前支店/練馬平和台支店/和光支店/和光駅前支店（後ろ4店舗はブランチインブランチ）
- タクシー乗り場
- コモディイイダ赤塚新町店

### 北口
- 東武ストア 下赤塚店
- 乗蓮寺（東京大仏）
- 東京都立赤塚公園
  - 赤塚城址
  - 板橋区立美術館
  - 板橋区立郷土資料館

### バス路線
西武バス
- 下赤塚駅停留所（南口、国道254号沿い）
  - ［練47］ 成増駅南口行き／練馬駅行き（練馬春日町駅・豊島園経由）

国際興業バス
- 下赤塚停留所（南口、国道254号沿い）
  - ［石03-2］ 石神井公園駅行き（成増駅南口・比丘尼橋・三軒寺経由）／練馬北町車庫行き
- 下赤塚駅停留所（北口）
  - ［下赤03］ 高島平操車場行き（始発 - 14時台は赤塚八丁目・高島平駅経由、15時台 - 最終はおいせ坂上・高島平駅経由）
  - ［板橋区01（りんりんGO）］ 始発 - 14時台はおいせ坂上・赤塚高速下方面、15時台 - 最終は赤塚六丁目・区立美術館入口方面

## 隣の駅
東武鉄道
 東上本線
■TJライナー・■川越特急・■快速急行・■急行・■準急
通過
□普通
東武練馬駅 (TJ 08) - 下赤塚駅 (TJ 09) - 成増駅 (TJ 10)

### 利用状況
東京都統計年鑑
1. ↑  東京都統計年鑑（平成2年）
2. ↑  東京都統計年鑑（平成3年）
3. ↑  東京都統計年鑑（平成4年）
4. ↑  東京都統計年鑑（平成5年）
5. ↑  東京都統計年鑑（平成6年）
6. ↑  東京都統計年鑑（平成7年）
7. ↑  東京都統計年鑑（平成8年）
8. ↑  東京都統計年鑑（平成9年）
9. ↑  東京都統計年鑑（平成10年） (PDF)
10. ↑  東京都統計年鑑（平成11年） (PDF)
11. ↑  東京都統計年鑑（平成12年）
12. ↑  東京都統計年鑑（平成13年）
13. ↑  東京都統計年鑑（平成14年）
14. ↑  東京都統計年鑑（平成15年）
15. ↑  東京都統計年鑑（平成16年）
16. ↑  東京都統計年鑑（平成17年）
17. ↑  東京都統計年鑑（平成18年）
18. ↑  東京都統計年鑑（平成19年）
19. ↑  東京都統計年鑑（平成20年）
20. ↑  東京都統計年鑑（平成21年）
21. ↑  東京都統計年鑑（平成22年）
22. ↑  東京都統計年鑑（平成23年）
23. ↑  東京都統計年鑑（平成24年）
24. ↑  東京都統計年鑑（平成25年）
25. ↑  東京都統計年鑑（平成26年）
26. ↑  東京都統計年鑑（平成27年）
27. ↑  東京都統計年鑑（平成28年）
28. ↑  東京都統計年鑑（平成29年）
29. ↑  東京都統計年鑑（平成30年）
30. ↑  東京都統計年鑑（平成31年・令和元年）

東武鉄道の1日平均乗降人員
1. 1 2 3  『駅別乗降人員 2024年度』（PDF）（レポート）東武鉄道、13頁。オリジナルの2025年5月19日時点におけるアーカイブ。2025年5月29日閲覧。
2. ↑  “駅情報（乗降人員）”.   東武鉄道. 2024年7月30日閲覧。
3. ↑  『駅別乗降人員 2021年度』（PDF）（レポート）東武鉄道、2024年、13頁。オリジナルの2024年5月18日時点におけるアーカイブ。
4. ↑  『駅別乗降人員 2022年度』（PDF）（レポート）東武鉄道、2024年、13頁。オリジナルの2024年5月18日時点におけるアーカイブ。
5. ↑  『駅別乗降人員 2023年度』（PDF）（レポート）東武鉄道、2024年、13頁。オリジナルの2024年5月18日時点におけるアーカイブ。